# Clarke Island
Clarke Island (nome aborigeno Lungtalanana) è un'isola del gruppo delle Furneaux in Tasmania (Australia). L'isola fa parte della municipalità di Flinders.
Nel 2005 è stato assegnato il controllo di 8 149 ettari delle terre dell'isola ad un'associazione locale aborigena.

## Geografia
L'isola si trova nello stretto di Bass che divide l'isola di Tasmania dall'Australia, circa 24 km a nord di Cape Portland, la punta nord-est della Tasmania ed è situata a sud di Cape Barren Island. Clarke Island ha una superficie di 82 km² e la sua altezza massima è di 205 m.